# Friederike Sinn
Friederike Sinn, auch Friederike Sinn-Henninger (* als Friederike Henninger 1951 in Freiburg im Breisgau) ist eine deutsche Klassische Archäologin.
Friederike Sinn studierte Klassische Archäologie, Alte Geschichte, Christliche Archäologie und byzantinische Kunstgeschichte an den Universitäten Freiburg, Bonn, Göttingen und Rom. 1978 schloss sie das Studium als Magister Artium ab. Die Promotion erfolgte 1981 mit der Dissertation Stadtrömische Marmorurnen bei Paul Zanker an der Universität München. 1986 wurde die Arbeit auf Empfehlung  der Bayerischen Akademie der Wissenschaften mit dem Fritz Winter Preis ausgezeichnet. Von 1983 bis 1988 bearbeitete Sinn die Grabdenkmäler des Museo Gregoriano Profano der Vatikanischen Museen, danach bis 1993 mit Klaus S. Freyberger die Ausstattung des Hateriergrabes und von 1993 bis 1999 die reliefgeschmückten Denkmäler und die griechischen Originalskulpturen des Museo Gregoriano Profano. Gefördert wurde sie dabei zunächst von der Deutschen Forschungsgemeinschaft, dann von der Gerda Henkel Stiftung. Von 2001 bis 2004 arbeitete Sinn am von Peter C. Bol geleiteten Projekt Geschichte der antiken Bildhauerkunst am Liebieghaus in Frankfurt am Main mit. Seit 2006 arbeitet sie, gefördert von der Ernst von Siemens Kunststiftung, am Bestandskatalog der antiken Skulpturen der Staatlichen Kunstsammlungen Dresden mit.
Sinn ist seit 1998 korrespondierendes Mitglied des Deutschen Archäologischen Instituts. Sie ist mit dem Archäologen Ulrich Sinn verheiratet. An dessen früherem Wirkungsort, der Universität Würzburg, forscht sie als assoziierte Mitarbeiterin.

## Publikationen (Auswahl)
- Stadtrömische Marmorurnen. (= Beiträge zur Erschließung hellenistischer und kaiserzeitlicher Skulptur und Architektur Band 8), von Zabern, Mainz 1987, ISBN 3-8053-0906-6.
- Museo Gregoriano Profano ex Lateranense (Vatikanstadt). Katalog der Skulpturen. Band 1. Die Grabdenkmäler 1. Reliefs, Altäre, Urnen. (= Monumenta artis Romanae Band 17), Wiesbaden, Reichert 1991, ISBN 3-8053-1057-9.
- mit Klaus S. Freyberger: Museo Gregoriano Profano ex Lateranense (Vatikanstadt). Katalog der Skulpturen. Band 1. Die Grabdenkmäler 2. Die Ausstattung des Hateriergrabes. (= Monumenta artis Romanae Band 24), Wiesbaden, Reichert 1996, ISBN 3-8053-1734-4.
- mit Alexandra W. Busch: Museo Gregoriano Profano ex Lateranense (Vatikanstadt). Katalog der Skulpturen. Band 3. Reliefgeschmückte Gattungen römischer Lebenskultur, griechische Originalskulptur, Monumente orientalischer Kulte. (= Monumenta artis Romanae Band 33), Wiesbaden, Reichert 2005, ISBN 3-89500-393-X.